# Jesús Pascual Aguilar
Jesús Pascual Aguilar (Alcorisa, Teruel; 12 de febrero de 1912 - Barcelona; 16 de julio de 1997) fue un cineasta y escritor español. Sobrevivió al fusilamiento de El Collell junto a Rafael Sánchez Mazas, hechos que relató en su novela Yo fui asesinado por los rojos, rescatada del olvido por su mención en la novela Soldados de Salamina, de Javier Cercas.

## Biografía
Hijo de Ambrosio Pascual, la familia de Jesús Pascual estaba enraizada en Molinos, Teruel, cuna de todos sus antepasados “hasta donde alcanza la memoria familiar". Estudió derecho en Barcelona.
Veraneando en Molinos le sorprende el levantamiento militar del 18 de julio de 1936 y el principio de la guerra.
Jesús Pascual era simpatizante de Falange Española de las JONS, pero no estaba afiliado. Sus ideas falangistas eran conocidas en el pueblo, el cual desde el alzamiento militar estaba bajo el control de elementos socialistas. En su libro más memorias propiamente que novela, "Yo fui asesinado por los rojos", Gráficas Salvá. Barcelona 1981], relata el comienzo de la Guerra Civil en Molinos, el fracaso del Alzamiento en el pueblo, la implantación del comunismo libertario, el terror rojo, la profanacion de la Iglesia y la persecución y asesinato de derechistas, unos 90 nativos.
Ayudado por un grupo de quintacolumnistas logró escapar del pueblo en noviembre de 1936y regresó a Barcelona, donde se afilió a la Falange clandestina.Tras la detención de Enrique Mora; Luys Santa Marina, Jefe de la Falange de Barcelona, delegó la dirección de la Falange clandestina en un triunvirato formado por Carlos Carranceja, José López Pastor y Jesús Pascual.
Las autoridades republicanas no lograron dar con Pascual en los operativos dedicados a desactivar la quinta columna comenzados en noviembre de 1937, en los que son detenidas cerca de mil personas
El 13 de agosto de 1938 por la mañana fue detenido por el Servicio de Información Militar en la calle Londres, en Barcelona, y enviado a la checa de Valmayor, donde permaneció hasta el 24 de enero de 1939, día en que dio comienzo la operación en la que se concentró a los presos de las checas y barcos prisión de Cataluña en el santuario de Santa María de El Collell, donde se llegó a retener durante aquellos días a unos dos mil presos.
Permaneció prisionero en el santuario hasta el amanecer del día 30, en que fue conducido a un claro cercano en el bosque junto a otros 49 prisioneros, que fueron fusilados. La historia de este fusilamiento inspiró la novela “Soldados de Salamina”  así como la película de mismo nombre. Jesús Pascual logró fugarse en pleno fusilamiento de El Collell junto al falangista Rafael Sánchez Mazas, siendo los dos únicos prisioneros que lograron sobrevivir a aquella jornada.Pasó dos días escondido en el bosque hasta que la noche del día 31 de enero pidió ayuda en casa del lugareño Jaime Corominas, quien a partir de entonces le proporcionó comida y le indicó un pajar donde pasar las noches, no pudiendo alojarle en la casa debido a los frecuentes registros a los que estaba siendo sometida la masía. El 8 de febrero de 1939tras la liberación de El Collell por las tropas nacionales, abandonó su escondite y fue enviado de vuelta a Barcelona en un camión militar.
En los años 50 comenzó su carrera en el cine, con un parón tras el fracaso de su película El ángel está en la cubre en 1958, que le haría interrumpir su producción cinematográfica hasta 1968, año en que dirige la película La banda del Pecas. En 1966 tradujo al castellano la novela "Cosas de la vida", del escritor estadounidense Irwin Shaw. (Ed. Planeta. Colección Alcotán, N.º 62)
En 1981 escribió la novela Yo fui asesinado por los rojos, en la que narra sus peripecias en la guerra civil española.

## Guionista y director de cine
Colaboró como argumentista en Almas en peligro (1951), de Antonio Santillán, y Catalina de Inglaterra (1951), de Arturo Ruiz Castillo.
Su debut como director se produjo con Elena (1954), un melodrama con trasfondo de redención sobre tres amigas, interpretadas por María Rivas, Elisa Montés y Gracita Morales,  que supuso el debut cinematográfico de esta última . 
Continuó con la comedia Escuela de periodismo  (1956), un homenaje a las instituciones docentes de la profesión periodística, a la fiesta nacional y a los deportes (boxeo, ciclismo, etc.), producido por el empresario catalán Antonio Bofarull que, como era habitual en él, exigió su papel en la película, en la que destaca una jovencísima Nuria Espert. Escuela de periodismo es uno de los pocos títulos sobre la formación de los periodistas, que además presta ya especial atención al enfrentamiento entre sexos en la profesión, máxime en aquellos años.
En El azar se divierte (1957), protagonizada por el cómico catalán Joan Capri, sigue la estela del film de Neville, La ironía del dinero (1955), y narra en Off la historia de un billete falso de cien pesetas, toda una fortunilla en ese momento. Tras el fracaso de El ángel está en la cumbre (1958), un drama sobre el mundo del fútbol basado en su novela homónima y protagonizada, entre otros por Jesús Pascual (hijo), deja de dirigir hasta 1968, año en el que llevó a la pantalla su última  película de larga duración La banda del Pecas, su primera filmación en color. Una comedia de aventuras infantil basada en la novela de Marina Fernández, cuyo guion coescribe con Francisco Mateu, y protagonizada, entre otros por Amparo Baró y Enrique San Francisco.
En 1976 dirigió el cortometraje Tratado de construcción un corto experimental en el que incorpora técnicas de animación.

## Obras

### Libros
- Biografía del duque de Gandía.
- El aficionado está en offside, 1974.
- Yo fui asesinado por los rojos, Edición del autor, 1981.
- La gran hora de España, Edición del autor, 1988.

### Películas
- Elena. 1954.
- Escuela de periodismo. 1956.
- El azar se divierte. 1957.
- El ángel está en la cumbre. 1958.
- La banda del Pecas. 1968.
- Tratado de construcción (Cortometraje). 1976.